# Malcolm Jameson
Œuvres principales
- Quicksands of Youthwardness
- Atomic Bomb
- Tarnished Utopia

Malcolm Jameson, né le 21 décembre 1891 à Waco (Texas) et mort le 16 avril 1945 à New York, est un écrivain américain.
Il a été actif à partir de 1938, durant l'« âge d'or de la science-fiction ».

## Œuvre

### Romans
- (en) Quicksands of Youthwardness, 1940
- (en) Atomic Bomb, Bond-Charteris, 1945
- (en) Tarnished Utopia, Galaxy, 1956

### Recueils de nouvelles
- (en) The Giant Atom, 2013
- (en) Blind Man's Buff and Other Stories, 2013
- (en) Anachron, Inc. and Other Stories, 2013
- (en) The Fantastic Worlds of Malcolm Jameson, 2013

### Nouvelles

#### Nouvelles publiées dansUnknown/Unknown Worlds
- (en) Philtered Power, 1940
- (en) Doubled and Redoubled, 1941
- (en) Not According to Dante, 1941
- (en) Even the Angels, 1941
- (en) In His Own Image, 1942
- (en) The Old Ones Hear, 1942
- (en) Fighters Never Quit, 1942
- (en) The Goddess' Legacy, 1942
- (en) The Giftie Gien, 1943
- (en) Blind Alley, 1943
- (en) Heaven Is What You Make It, 1943

#### Autres nouvelles
- (en) Land of the Burning Sea, 1942Parue dans Thrilling Wonder Stories
- (en) Vengeance in Her Bones, 1942
- (en) Wreckers of the Star Patrol, 1942Parue dans Super Science Stories
- (en) Blind Alley, 1943
- (en) The Bureaucrat, 1944Parue dans Astounding Science Fiction
- (en) Tricky Tonnage, 1944Parue dans Astounding Science Fiction
- (en) Bullard of the Space Patrol, World Pub. Co., World Junior Library, 1951